# انقسام منصف

تلخيص لعملية الانقسام المنصف : لاحظ أن الخلايا الناتجة لا تشبه أيٌ منها الأخر.

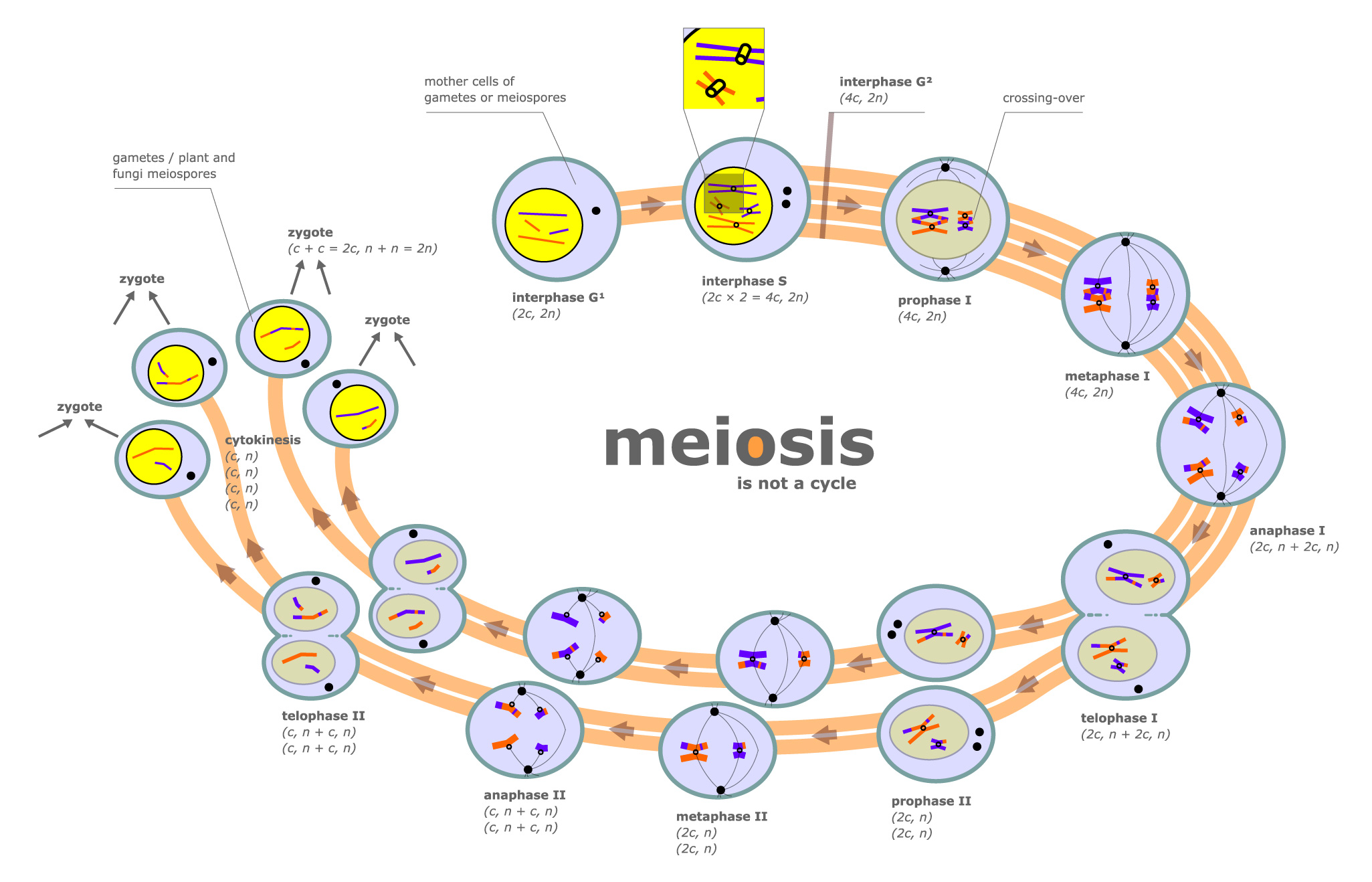
الانتصاف وكيف أنه عملية غير دوارة (الخلية البنت (الوليدة) لا تكمل دورة الخلية الأم)

الانقسام المنصف أو الإنشطار الثنائي أو الانقسام الاختزالي أو الانتصاف أو الانقسام الميوزي (بالإنجليزية: meiosis)‏ يحدث في الخلايا التناسلية الحية والتي تسمى بالخلايا الجنسية الأم، ويختلف هذا النوع من الانقسام بأنه خلاله يختزل عدد الكرموسومات إلى النصف. وتكمن أهمية الانقسام المنصف بأنه ضروري للحفاظ على الكائنات الحية التي تتكاثر جنسياً، كما انه بواسطة الانقسام المنصف تتم المحافظة على ثبات عدد الصبغيات، ويساعد في تنوع صفات الكائنات الحية لنفس السلالة.
في الحيوان يحدث الانتصاف في الخصية للذكر لتكوين الحيوانات منوية، وفي الإناث في المبيض لتكوين البويضات. أما في النبات فيحدث في المتك لتكوين حبوب اللقاح، والمبيض لتكوين البويضات.
نواتج هذا الانقسام هي أربع خلايا غير متماثلة جينياً وبالتالي تملك صفات جديدة غير صفات الخلية الأم. وكذلك يتميز هذا الانقسام أن الخلية الناتجة لا تكمل الدورة كما يحدث في الانقسام المتساوي، وأن عدد الكروموسومات في الخلية الناتجة هو العدد النصفي (1ن) والذي سيعود إلى العدد الضعفي (2ن) عند اتحاد الجاميت الذكري والأنثوي.

## مراحل الانقسام المنصف
للانقسام المنصف مرحلتان أساسيتان تضاف إليهما مرحلة قبلهما وهي الطور البيني، وشرحه كالآتي: 

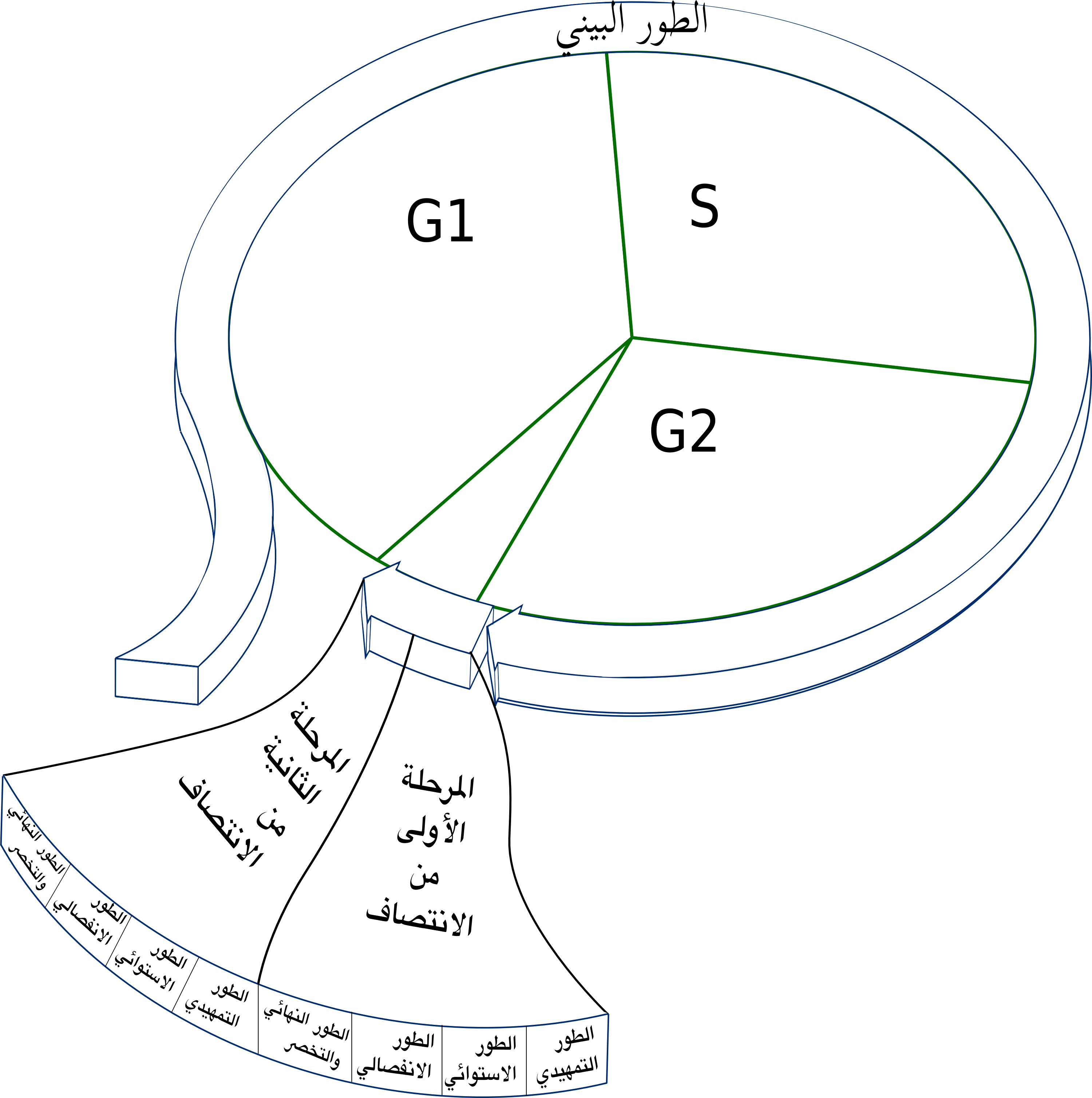
صورة توضيحية مبسطة للانتصاف

## الطور البيني
يحتل هذا الطور الجزء الأكبر من حياة الخلية -عادة- ويسبق مرحلة الانقسام نفسها. وفي هذا الطور تكون الصبغيات (الكروموسومات) قد تضاعفت في مرحلة التخليق (مرحلة بناء DNA أو (DNA synthesis)) -وهي إحدى مراحل الطور البيني - بحيث يتكون كل صبغي من كروماتيدين متماثلين تماماً في المادة الجينية، ويسميان الكروماتيدين الشقيقين ويتحدان في نقطة تسمى القسيم المركزي (السنترومير). وفي هذا الطور أيضاً يتضاعف الجسيم المركزي (السنتروسوم).

## المرحلة الأولى من الانقسام المنصف

### الطور التمهيدي الأول

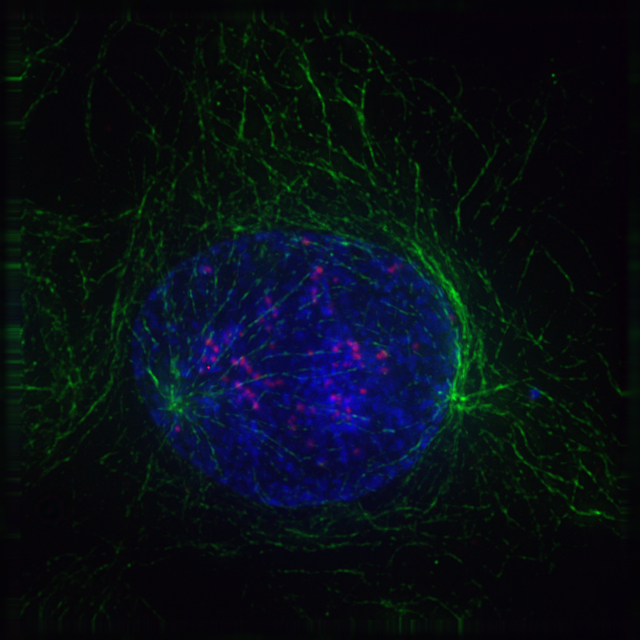
الطور التمهيدي الأول-صورة مجهرية

يحتل هذا الطور القسم الأكبر من عملية الانقسام المنصف (حوالي 90%)، وفيه تبدأ الكروموسومات بالتكثف وتظهر واضحة تحت المجهر، ويكون كل كروموسوم عبارة عن شِقَّي صِبْغِيّ (كروماتيدين) شقيقين متحدين في السنترومير. تصطف الكروموسومات بحيث يكون كل كروموسومين متماثلين متجاورين وعليه، وبما أن الكروموسومات قريبة جداً من بعضها، فإنه قد يحدث تداخل بين كروماتيدين غير شقيقين من كل كروموسومين متماثلين (لاحظ الشكل) وهذه العملية تسمى: العبور، وفيها يتم تبادل جزء من المادة الجينية بين كروموسومين متماثلين، حيث يترك جزءٌ من المادة الوراثية الكروموسومَ الأول، وجزء مماثل من المادة الوراثية يترك الكروموسوم الثاني، ويرتبط الجزء الأول مكان الجزء الثاني على الكروموسوم الثاني، وكذلك الثاني يرتبط مكان الأول، وهذه العملية هي المسؤولة عن وجود صفات جديدة في الجيل التالي، تختلف عن الجيل الأول.

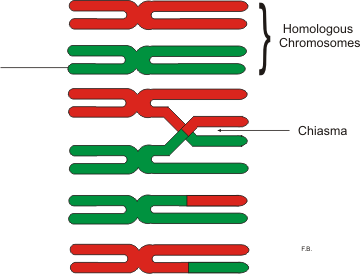
توضيح عملية العبور

في عملية العبور يحدث تشابك بين الكروموسومين المتماثلين بواسطة بروتين يسمى المُعَقَّد المَشْبَكِيّ الخَيطِيّ (synaptonemal complex) ويحدث هذا التشابك في المنطقة التي حدث فيها العبور، وتسمى منطقة التشابك هذه بالـ«تَصالَبَة»، فيكون الناتج عبارة عن كروموسومين متصلين في نقطة أو أكثر ويسميان «رباعية»، وفي كل رباعية تصالَبة واحدة أو أكثر، ويقوم المُعَقَّد المَشْبَكِيّ الخَيطِيّ بإبقاء الكروموسومين متصلين حتى الطور الانفصالي.
في هذه المرحلة أيضاً يحدث التالي: تختفي النَّوية ويتجه المُرَيْكِزان نحو قطبي الخلية ويبدأ تكوين الخيوط المغزلية وذلك مشابه لما يحدث في عملية الانقسام المتساوي. تحتوي منطقة السنترومير على بروتين يسمى الحَيِّزَ الحَرَكِيّ (kinetochore) والذي به ترتبط الخيوط المغزلية، ثم تقوم الكروموسومات المتماثلة بالاتجاه إلى خط استواء الخلية كما سيأتي.

### الطور الاستوائي الأول

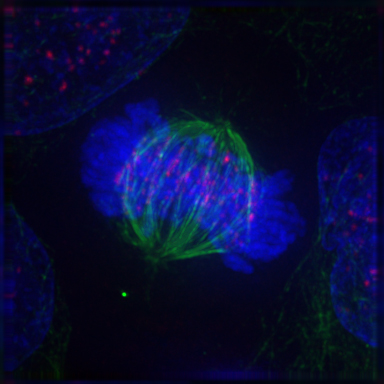
الطور الاستوائي الأول-صورة مجهريةفي

هذا الطور تتجه الرباعيات نحو خط استواء الخلية، بحيث يكون كل كروموسوم من كل كروموسومين متماثلين متواجهاً أحد قطبي الخلية، وفيه يتصل الحيز الحركي (kinetochore) بأحد الخيوط المغزلية المتكونة من أحد الجسيمين المركيزيّن (السنتروسومين). 

### الطور الانفصالي الأول

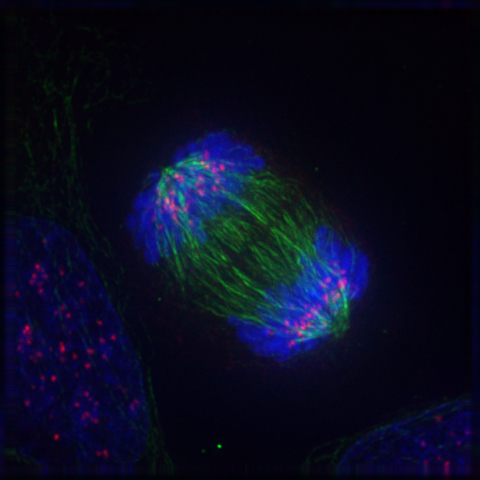
الطور الانفصالي الأول-صورة مجهريةتبدأ

تبدأ الكروموسومات بالانفصال، ويتجه كل منها نحو أحد قطبي الخلية (كل كروموسومين متماثلين يتجه كل واحد منهما نحو أحد قطبي الخلية)، وتبقى الكروماتيدات الشقيقة متصلة هنا، أما الذي ينفصل فهو الكروموسومات، لاحظ الفرق هنا بين الطور الانفصالي الأول في الانقسام المنصف وبين الطور الانفصالي في الانقسام المتساوي؛ فالذي ينفصل هنا هو الكروموسومات وليس الكروماتيدات أما في الطور الانفصال في الانقسام المتساوي فتنقسم الكروماتيدات.
اعلم هنا أن اتجاه الكروموسومات نحو أحد قطبي الخلية تقوده الخيوط المغزلية، ولكن الخيوط المغزلية لا تقوم بسحب الكروموسوم سحباً، وإنما هناك بروتين حركي موجود على الحيز الحركي (kinetochore) الموجود في منطقة السنترومير، يقوم هذا البروتين بتكسير الخيوط المغزلية إلى وحدات تيوبيُلين (tubulin) بحيث يتبع في تكسيره مسار الخيوط المغزلية؛ وذلك يعني أن الخيوط المغزلية تقصر من نهاياتها (مكان اتصالها بالكروموسوم) وليس من بداياتها (مكان تكوينها من جهة السنتروسوم). 

### الطور النهائي الأول والتخصر

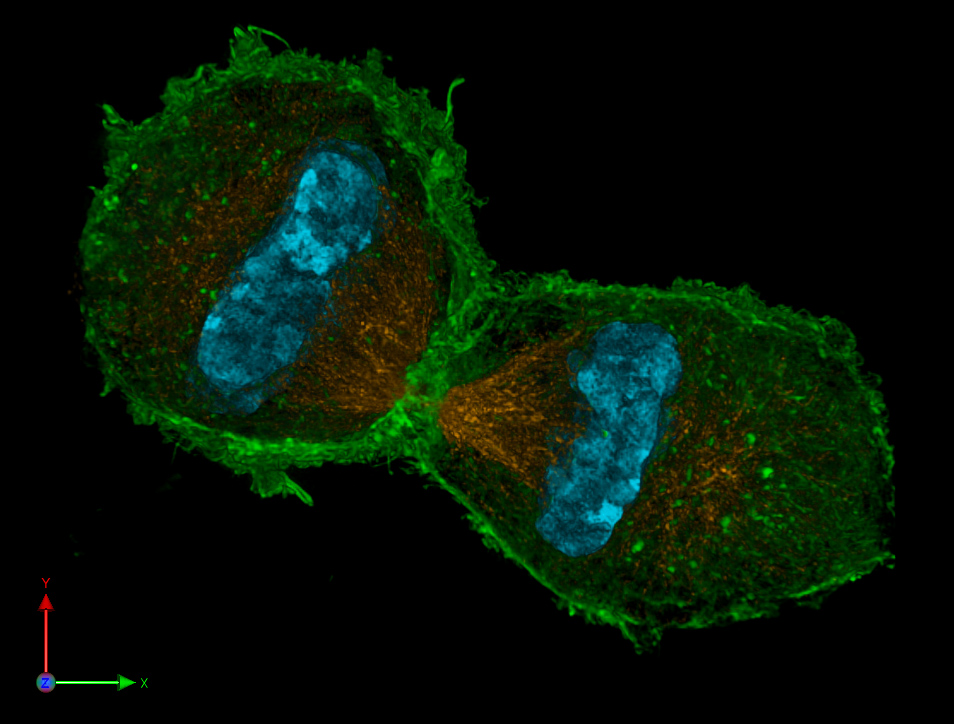
الطور النهائي الأول-تمثيل ثلاثي الأبعادفي

هذه المرحلة تكون كل خلية محتوية على نصف العدد من الكروموسومات (1ن)، وفيها ينقسم السيتوبلازم. يبدأ الطور النهائي عادة مترافقاً مع عملية التخصر وهنا لا يحدث انقسام للكروموسومات لأنها انقسمت سابقاً. في الخلايا الحيوانية تحدث عملية التخصر وتكوين شق أو ثلم في وسط الخلية يقسمها إلى نصفين؛ أما في الخلايا النباتية فيتكون ما يسمى بـ«الصفيحة الوسطى» ويترسب على جانبيها السليولوز ومكونات الجدار الخلوي الأخرى.
في بعض الأنواع تتكثف الكروموسومات ويتكون الغشاء النووي والنَّوية مرة أخرى. 

## المرحلة الثانية من الانقسام المنصف

### الطور التمهيدي الثاني

الطور التمهيدي الثاني يبدأ

تكوين الخيوط المغزلية هنا ومن ثم تبدأ الكروموسومات بالاتجاه إلى خط استواء الخلية.

### الطور الاستوائي الثاني

الطور الاستوائي الثاني تصطف

تصطف الكروموسومات في خط استواء الخلية كما يحدث في عملية الانقسام المتساوي، ويرتبط الحيز الحركي على كل قطب بأنيبيب من أحد المُريكزين، لاحظ هنا أن الكروموسومات ليست متطابقة جينياً، وذلك بسبب عملية العبور التي حدثت في الطور التمهيدي الأول. 

### الطور الانفصالي الثاني

الطور الانفصالي الثاني ينفصل

القسيمان المركزيان (السنتروميران) لكل كروموسوم عن بعضهما، لاحظ هنا أن الكروماتيدات هي التي ستنفصل عن بعضها وليس الكروموسومات المتماثلة.

### الطور النهائي الثاني والتخصر

الطور النهائي الثاني (التخصر ليس واضحاً هنا) تتكون

تظهر النويات من جديد وتبدأ الكروموسومات بالتكثف، وتبدأ عملية التخصر.
هنا أن الناتج في عملية الانقسام المنصف هو 4 خلايا كل منها يحتوي العدد النصفي من الكروموسومات (1ن)، ولاحظ أيضاً أن كل خلية من الخلايا الناتجة لا تشبه في صفاتها أياً من الخلايا الأخرى وذلك بسبب عملية العبور التي حدثت في الطور التمهيدي الأول إضافة إلى الافتراق العشوائي للصبغيات المتماثلة اثناء الطور الانفصالي الأول.

## الأهمية والفوائد
الحفاظ على الكائنات متعددة الخلايا؛ وذلك بالحفاظ على العدد الأصلي من الكروموسومات لكل من هذه الكائنات فالقسم الأول من الانتصاف ينصِّف عدد الكروموسومات إلى النصف، وعند اتحاد الغاميتين (العِرسين) يعود العدد الضعفي من الكروموسومات.